# Sathaporn Daengsee
Sathaporn Daengsee (thailändisch : สถาพร แดงสี, * 13. Mai 1988 in Buriram) ist ein thailändischer Fußballspieler.

## Karriere

### Verein
Sathaporn Daengsee erlernte das Fußballspielen in der Jugendmannschaft des Drittligisten North Bangkok University FC. Hier unterschrieb er 2010 auch seinen ersten Vertrag. Bis 2013 stand er 77 Mal für den Club auf dem Spielfeld. 2014 wechselte er zum damaligen Zweitligisten Trat FC. Nach 23 Spielen in der Zweiten Liga ging er 2015 in die Erste Liga und schloss sich Nakhon Ratchasima FC an. 2016 wurde er von Buriram United verpflichtet. Die Rückrunde 2016 wurde er an den Zweitligisten Port FC aus Bangkok ausgeliehen. Bangkok United verpflichtete ihn 2017. 2019 lieh ihn sein der Erstligaaufsteiger Trat FC aus. Für Trat absolvierte er 28 Spiele. Nach der Ausleihe wurde er Anfang 2020 von Trat fest verpflichtet. Am Ende der Saison 2020/21 musste er mit Trat als Tabellenvorletzter in die zweite Liga absteigen. Nach dem Abstieg wechselte er zum Erstligaaufsteiger Nongbua Pitchaya FC. Am Ende der Saison 2022/23 musste er mit Nongbua als Tabellenvorletzter den Weg in die Zweitklassigkeit antreten. Nach 53 Ligaspielen wurde sein Vertrag im Sommer 2023 nicht verlängert. Im Januar 2024 wurde er vom Erstligisten Muangthong United unter Vertrag genommen. Mit Muangthong stand er am 16. Juni 2024 im Finale des Thai League Cup. Hier verlor man mit 1:0 gegen den Erstligisten BG Pathum United FC. Im Januar 2025 wechselte er auf Leihbasis nach Maha Sarakham zum Zweitligisten Mahasarakham SBT FC. Hier bestritt er zwölf Ligaspiele. Nach der Ausleihe kehrte er im Sommer 2025 zu Muangthong zurück. Hier wurde jedoch sein Vertrag nicht verlängert.

### Nationalmannschaft
Sathaporn Daengsee spiele 2021 dreimal für die thailändische Nationalmannschaft.

## Erfolge
Buriram United
- Kor-Royal-Cup-Sieger: 2016

Muangthong United
- Thailändischer Ligapokalfinalist: 2023/24